# Бугаевский, Иван Семёнович
Иван Сёменович Бугаевский (Богаевский) (1773—?) — портретный живописец, мастер-словорез.

## Биография
Сын киевского мещанина. Родился 29 августа 1773 года. Воспитанник Императорской Академии художеств (1779—1794).

Бугаевский писал много картин и образов для церквей. Его работы есть в соборе Смольного монастыря, в Кронштадтском соборе, в иконостасах петербургских военных церквей и в церкви обер-прокурора Св. Синода Протасова. Лучшей своей работой в этом роде Бугаевский считал образ св. Димитрия Ростовского, писанный на медной доске для г-жи Барковской (1838). Работы Бугаевского в церквях поражают свежестью красок. С 1843 г. тяжелая болезнь прекратила художественную деятельность Бугаевского.